# Kathrin Zettel
Kathrin Zettel, född 5 augusti 1986 i Scheibbs, Österrike, är en österrikisk alpin skidåkare. Hon tävlar för klubben SC Goestling-Hochkar - Niederoester. Hon debuterade i världscupen i mars 2004 och en månad innan tog hon guld i slalom vid junior-VM i Maribor.
Vid VM 2005 vann hon silver i lagtävlingen. Fyra år senare blev hon världsmästare i superkombination vid VM i Val d'Isère 2009. I VM 2011 i Garmisch-Partenkirchen kom hon trea i slalomtävlingen och tog därmed sin tredje VM-medalj hittills i sin karriär. Vid olympiska vinterspelen 2014 i Sotji tog hon brons i slalom.
Zettel har även tagit fyra medaljer vid junior-VM.
Zettels första världscupseger kom den 25 november 2006 tätt följt av den andra som kom tre dagar senare. Hon har vunnit nio gånger hittills i karriären.

## Världscupsegrar (9)
| Datum            | Plats             | Gren       |
| ---------------- | ----------------- | ---------- |
| 25 november 2006 | Aspen             | Storslalom |
| 28 december 2006 | Semmering         | Storslalom |
| 25 oktober 2008  | Sölden            | Storslalom |
| 28 december 2008 | Semmering         | Storslalom |
| 25 januari 2009  | Cortina d'Ampezzo | Storslalom |
| 6 mars 2009      | Ofterschwang      | Storslalom |
| 16 januari 2010  | Maribor           | Storslalom |
| 17 januari 2010  | Maribor           | Slalom     |
| 25 november 2012 | Aspen             | Slalom     |